# Fromage tcherkesse

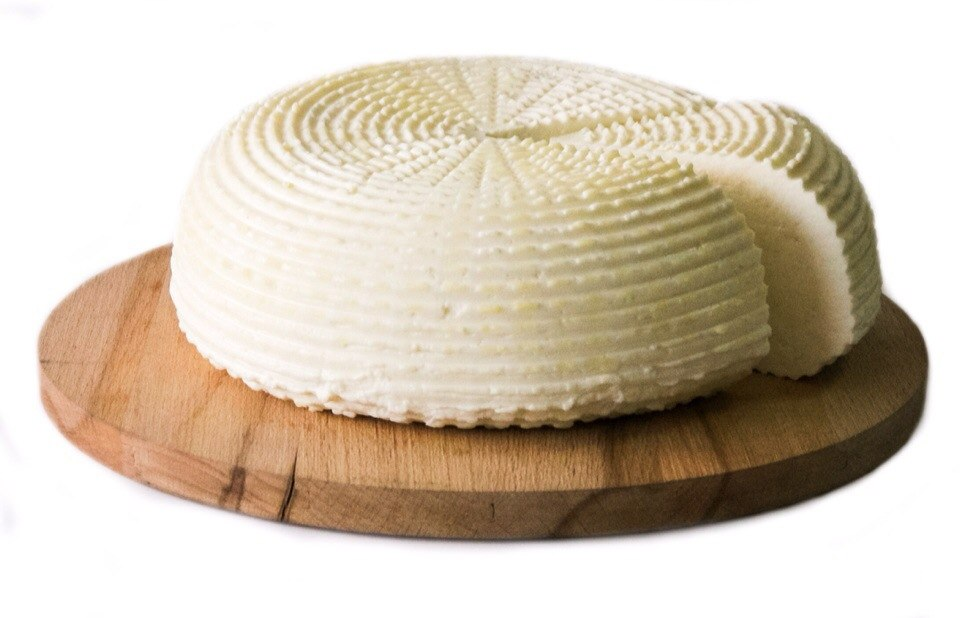
Fromage tcherkesse.

Le fromage tcherkesse (черкесский сыр) ou circassien ou adyguéen (адыгейский сыр, en adyguéen : матэкъуае , matèkouayé, fromage-corbeille) est une spécialité de la cuisine tcherkesse. Ce fromage à pâte fraîche est lié à la république d'Adyguée en Russie méridionale, où la population tcherkesse le fabrique. Il ne se  prépare qu'avec du lait de vache.

## Informations techniques
C'est un fromage à pâte fraîche à la constitution crémeuse au goût légèrement acide. Il fait partie du groupe des fromages crémeux sans maturation. Il est de deux sortes: frais ou fumé. Il est apparenté à d'autres fromages, tels que la mozarella, la ricotta, le mascarpone. Mais à la différence de ces fromages, il subit un processus de pasteurisation à  haute température. Le fromage est produit à partir de lait pasteurisé avec l'utilisation du petit-lait fermenté pour la précipitation des protéines du lait. Il se présente sous la forme d'un cylindre bas avec une surface supérieure légèrement bombée et des bords arrondis.

### Qualités organoleptiques

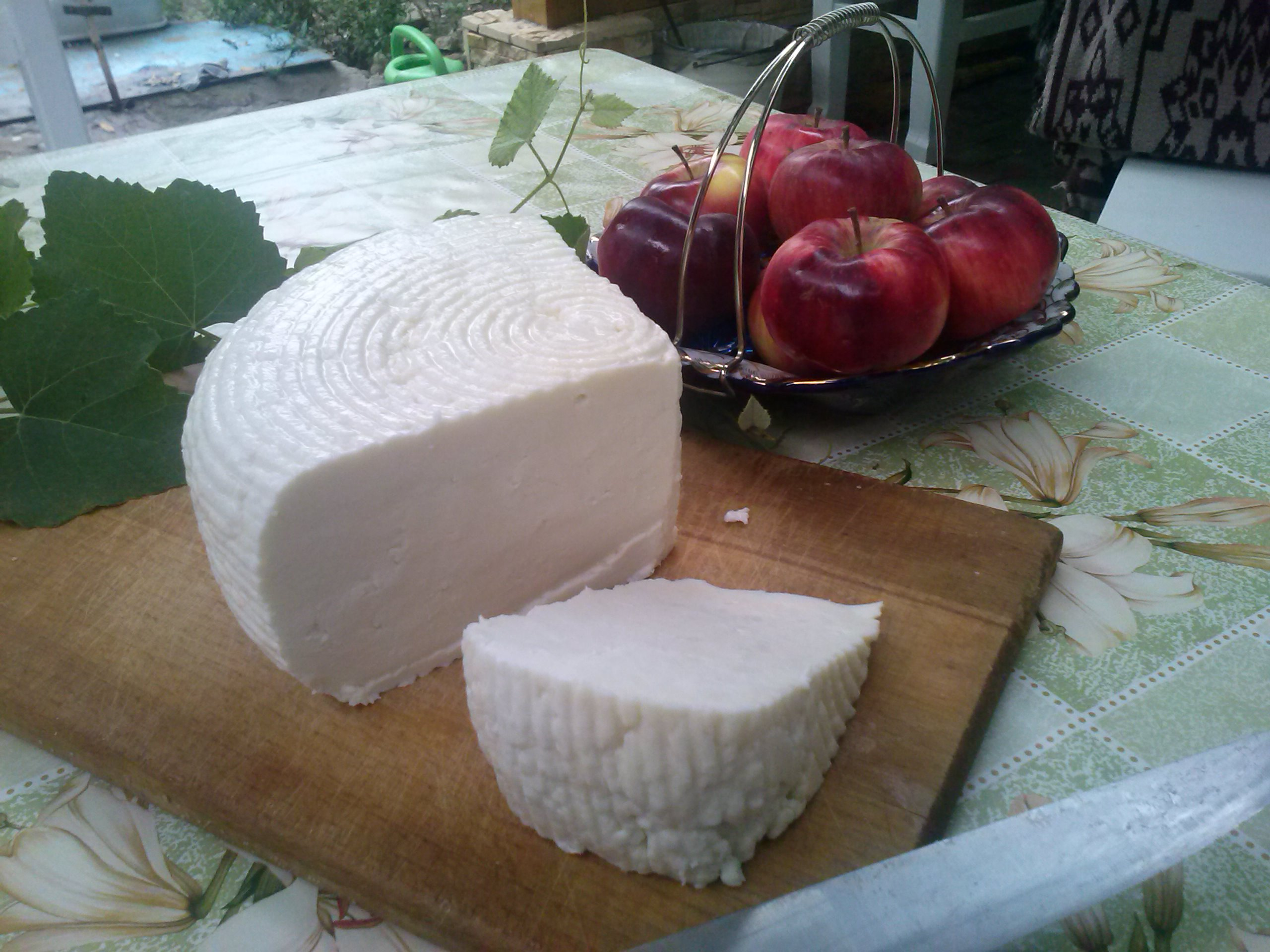
Fromage tcherkesse à table.

Son goût est purement laiteux avec une pointe d'acidité et un arôme légèrement salé de pasteurisation. Sa texture est crémeuse et sa couleur va du blanc ou jaune pâle avec des taches crème.

### Qualités nutritionnelles
Il présente 40 % de matière grasse. Pour 100 grammes, il est constitué de 16 grammes de gras, 19 grammes de protéine et 1,5 gramme de glucides.
Ce fromage est riche de vitamine A — 24,7 %, de vitamine B2 — 16,7 %, de vitamine B3 — 24 %, de vitamine B6 — 10 %, de vitamine B9 — 9,8 %, de vitamine B12 — 20 %, de vitamine H — 8,4 %, de vitamine PP - 28,5 %, de calcium — 52 %, de magnésium — 6,3 %, de sodium — 36,2 %, de phosphore — 45 %, de zinc — 29,2 %, de cuivre — 6 %.

### Procédé de fabrication
Le lait de vache est cuit à 95 degrés, puis on y ajoute peu à peu du petit-lait acide, qui fait baisser le lait. Au bout de cinq minutes, la masse est moulée dans des corbeilles d'osier, laissant sur les côtés du fromage un joli motif dentelé ou tressé. Le contenu des corbeilles est ensuite retourné et cela forme la « peau » du fromage. On y ajoute du sel à la fin. Cette méthode de préparation désinfecte simultanément le produit et préserve toutes les meilleures qualités du produit laitier. Le résultat est un cylindre de fromage pas très haut dont la masse n'excède pas 1,5 kg, avec des bords arrondis et une surface convexe. L'extérieur de la « peau » est marqué des empreintes du panier d'osier.
Il est de couleur crème en forme de cylindre et l'intérieur est de texture crémeuse. Il a un excellent goût de lait cuit avec une pointe acide.

## Plats à base de fromage tcherkesse
Le fromage tcherkesse est largement utilisé dans la gastronomie russe. On peut le manger avec du beurre pour faire divers zakouski ou bien l'ajouter dans des salades de légumes. On peut également l'utiliser dans des potages, pour faire des syrniki, divers gratins, des garnitures de pirojki ou de gâteaux, des vareniki ou bien faire le fameux pain khatchapouri. Il accompagne bien les légumes, la salade verte, les macaronis et les fruits. Mélangé avec de la crème fraîche, de la coriandre (ou autre plante aromatique), on en fait une sauce. Il peut être cuit aussi dans du beurre.

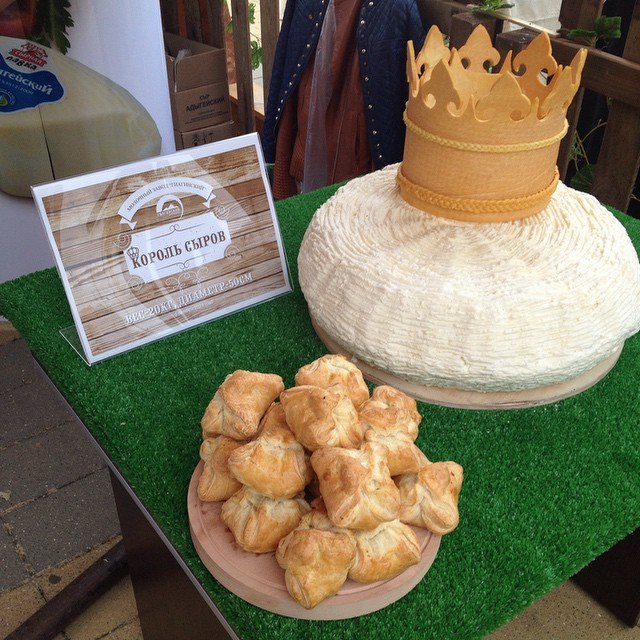
Fromage tcherkesse de 20 kg et de 50 cm de diamètre, présenté au festival du fromage tcherkesse en 2014 à Maïkop par l'usine laitière de Guiaguinskaïa.

## Faits intéressants
- Un festival annuel du fromage tcherkesse dans sa variété d'appellation contrôlée de fromage adyguéen, se tient à Maïkop, capitale régionale de la république d'Adyguée. Il est organisé par le ministère de l'agriculture d'Adyguée. On y présente comment se fait ce fromage et des dégustations sont organisées dans une ambiance folklorique[6].
- Ce fromage - dont la production de masse a débuté en 1980 - a été présenté aux jeux olympiques d'été de 1980 à Moscou[7].

## Lieux de fabrication
Le fromage tcherkesse est produit surtout en Russie, mais aussi en Ukraine, en Biélorussie et en Turquie. L'appellation protégée d'« adyguéen » signifie qu'il est seulement fabriqué en république d'Adyguée, où se trouvent huit grandes et moyennes fromageries industrielles et vingt entreprises individuelles qui le produisent. Dans la république d'Adyguée, ce sont six mille tonnes de fromage qui sont produites par an, dont la moitié concerne ce fromage
.

## Source de la traduction
- (ru) Cet article est partiellement ou en totalité issu de l’article de Wikipédia en russe intitulé « Адыгейский сыр » (voir la liste des auteurs).